# Pseudophryne corroboree
Espèce
Statut de conservation UICN

 CR A2ace+3ce; B2ab(ii,iii,iv,v); C1 : 
En danger critique
Pseudophryne corroboree est une espèce d'amphibiens de la famille des Myobatrachidae.

## Répartition
Cette espèce est endémique du Sud-Est de l'Australie. Elle se rencontre dans le sud-est de la Nouvelle-Galles du Sud et dans le Territoire de la capitale australienne.

## Description
Pseudophryne corroboree. Sa face ventrale est noire avec des motifs blancs, jaunes, voire parfois bleu pâle.

## Étymologie
Son nom d'espèce lui a été donné en référence à sa livrée dorsale rappelant les tenues portées par les Aborigènes d'Australie lors des Corroborees.

## Publication originale
- Moore, 1953 : A new species of Pseudophryne from Victoria. Proceedings of the Linnean Society of New South Wales, vol. 78, p. 179-180 (texte intégral).